# ليوه
الليوه رقصة شعبية ذات أصول أفريقية تؤدى في الخليج العربي و خاصة بين المجتمعات ذات الاصول السواحلي كما تتشر بين البلوش في باكستان و مكران و منطقة كراتشي و الرقصة منتشرة في زنجبار والكويت والبحرين والسعودية والإمارات وسلطنة عُمان وبورسعيد واليمن وخاصة في مديني عدن و الشحر بحضرموت وربما مدن ساحلية أخرى على سواحل البحرين العربي و البحر الأحمر وبعض مدن الخليج العربي وقد يتجاوز الأمر هذه الحدود.

## نظرة عامة
جاءت هذة الرقصة مع العمال الأفارقة القادمين الذين عملوا مع تجار المنطقة الذين شغفوا بها، فانتشرت في الأفراح خاصة ان رقصة الليوا تدخل البهجة والسرور إلى الحاضرين بسبب إيقاعها السريع كما انها أصبحت من المراسم التي تسبق إتمام الزواج ، حيث يذهب الراقصون إلى منزل العريس ، ويأخذون ملابس العروس التي أحضرها العريس ويطوفون بها على أهل الديرة لإعلامهم بمدى كرم العريس وحرصه على تكريم العروس ويبدأ هذا الفن بأن يدخل المشاركون فيه حفاة على هيئة حلقة وفي وسطهم عازف المزمار «الصرناي» وتتشابك أيدي الرجال في الحركة متقدمين خطوتين للأمام ثم خطوتين للخلف ويدورون عكس عقارب الساعة.